# Serebró
El grup es va desfer en 2020.
Serebró (Serebro) (Серебро́, "plata" en rus) és un trio musical rus, compost per tres noies: Ielena Témnikova, participant del programa de telerealitat russa Fàbrika zviozd (Фабрика звёзд – Star Factory, la versió d'aquest país d'Operación Triunfo), Olga Seriàbkina i Anastassia Kàrpova, sent aquesta la substituta de Marina Lizórkina, que va abandonar el trio l'any 2009. El grup va ser format pel productor Maksim Fadéiev.

## Festival de la Cançó d'Eurovisió 2007
El març de 2007 el jurat de la televisió nacional russa Channel 1 va escollir-les com les representants russes per al Festival de la Cançó d'Eurovisió 2007. Per a sorpresa de tots, la comissió va escollir a una formació completament desconeguda anomenada Serebró. Al Festival de la Cançó d'Eurovisió 2006 Dima Bilan va quedar en segon lloc representant a Rússia, de manera que el país tenia automàticament un lloc a la final.
El 12 de maig, a la final, Serebró va aconseguir el lloc número 3. Va obtenir els 12 punts de les votacions d'Armènia, de Belarús i d'Estònia, i 10 punts d'Ucraïna. Serebró va quedar en tercer lloc al concurs amb un total de 207 punts. La seva actuació a Hèlsinki va ser la seva primera aparició oficial i el seu primer concert per al públic com a grup.

## 2007 - 2008:Opiumroz
Després de l'èxit del Festival de la Cançó d'Eurovisió 2007 a Hèlsinki, Serebró va arribar a ser una de les bandes més populars de Rússia. Des de l'estiu de 2007, el grup ha visitat diversos països com el Kazakhstan, Turquia, Polònia, Uzbekistan i Belarús. Poc després del festival, Serebró va llançar Song # 1 com un CD Single, que contenia 13 versions diferents de la cançó anomenades per colors, així com una versió ampliada del vídeo. Les noies també van llançar una versió russa de la cançó, titulada "Song # 1", i va ser el primer senzill en rus de la formació. La cançó va tenir dues versions, l'original i la censurada. La versió russa es va fer tan popular com "Song # 1" i va assolir posicions altes a totes les llistes d'èxits del país.
A l'octubre es va llançar un vídeo per "Dixí" ("Respira"), i el mateix mes, als RMA awards, el grup va interpretar una nova cançó titulada "What's Your Problem?", la qual encara no havia estat confirmada com a single. Serebró va ser nominat en quatre categories als MTV RMA 2007 awards: Millor Projecte Pop, Millor Artista Revelació, Millor Cançó i Millor Vídeo, i van aconseguir el de Millor Artista Revelació. Serebró va aconseguir guanyar un altre premi als Golden Gramophone Awards, una gran cerimònia de premis organitzada per la major emissora de ràdio de Rússia, la CIS. Les noies van aconseguir guanyar també un World Music Award l'any 2007 com a reconeixement per la gran quantitat de vendes aconseguides a Rússia.
Més tard, el febrer de 2008, Serebró va interpretar el tema "Juravlí" ("Grues") a Zvezdà, un popular programa de televisió rus. Originalment escrit com un poema de Rassul Gamzàtov, "Juravlí" és una de les cançons russes més famoses des del final de la Segona Guerra Mundial.
El 13 de maig de 2008, Serebró va anunciar al seu web oficial que llançarien oficialment el seu tercer senzill, anomenat "Ópium". El lloc web va informar també que la cançó seria interpretada al programa radiofònic BrigadaU a Europa Plus i que fins al 17 de març aquesta emissora de ràdio tindria en exclusiva els drets de difusió de la cançó i que llançarien també una versió en anglès del tema titulada "Why".
El grup va continuar la seva feina amb el seu primer àlbum, OpiumRoz, el que en principi s'havia d'haver publicat el 17 d'octubre, però que es va haver de posposar per problemes amb el tracklist.
Al novembre, les noies van llançar una nova cançó "Skají, ne moltxí" ("Digue-ho, no et callis"), i aquell mateix mes van guanyar el premi MTV RMA com a millor grup.

## Des del 2009: Canvi de rumb i segon àlbum
Després de diversos retards amb el seu àlbum debut, OpiumRoz finalment va ser llançat el 25 d'abril de 2009, i va ser presentat en el concert de la formació en el pujol Poklónnaia.
El 18 de juny de 2009 la formació va anunciar que Marina Lizórkina deixaria pròximament el grup, a causa d'assumptes financers i personals. Lizórkina va ser substituïda per Anastassia Kàrpova. El 24 de juny Serebró va anunciar que havien finalitzat el seu cinquè senzill "Sladko" (en català: "Dolç") que va ser llançat a Rússia i a la resta del món amb el títol de "Like Mary Warner". Aquesta cançó no es troba dins de l'àlbum de debut de la formació i va ser el primer treball al costat de la nova membre de la formació, Anastassia Kàrpova.
Serebró va participar en el Festival de la Nova Ona a Riga, (Letònia) el 29 de juliol de 2009 amb la seva cançó "Skají, ne moltxí" i una versió de "Get the Party Started" de Pink.
El 29 de març 2010 el lloc web oficial de Serebró va convidar a les dones d'entre les edats de 18 i 30 anys amb una "aparença no-estàndard (pírcings, rastes, trenes, tatuatges, color de cabell viu, etc.)" per enviar postulacions per presentar en el seu nou vídeo i estaven convidades a fer-ho fins al 3 d'abril de 2010, en preparació per al rodatge d'un nou vídeo musical, que va començar el 4 d'abril de 2010. El títol de la cançó es va revelar com "Ne vrémia" (en català: "Encara no"), i va ser llançat a les ràdios de Rússia el 13 d'abril de 2010. La cançó va ser escrita per Maksim Fadéiev i les lletres van ser escrites per Olga Seriàbkina. "Ne vrémia" va ser llançat 19 d'abril de 2010 i el senzill en anglès, "Sexing U", va ser llançat el 18 de setembre de 2010.
El 26 de setembre de 2010 el grup va dur a terme el seu primer concert a Praga, República Txeca. Posteriorment, el grup va realitzar una gira per aquest mateix país, per regalar presents als nens que residien en centres de rehabilitació social. També es van deixar entrevistar i van fer una conferència de premsa. El 4 de novembre de 2010, Serebró van llançar el seu setè single, "Davai derjàtsia za rukí" ("Aguantem-nos les mans). El grup va ser nominat a Millor Actuació Russa als MTV Europe Music Awards de 2010, on van perdre davant Dima Bilan.
El 30 de juliol de 2011 van estrenar el seu vuitè senzill, "Mama Liuba" ("Mare Liuba"), a l'Europa Plus Live. És el seu tercer single llançat en anglès, després de "Song # 1" i "Like Maria Warner". El 15 de setembre de 2011, el vídeo musical "Mama Liuba" va ser llançat en versió russa. El seu segon àlbum d'estudi va sortir durant el 2012.

## Premis i nominacions
| Any  | Nominació |
| ---- | --- |
| 2007 | MTV RMA Premi al Millor Debut (guanyat) Premis MTV RMA per al Millor Projecte Pop (nominat) Premis MTV RMA per a la Millor Cançó (nominat) Premis Grammophone d'Or (guanyat) Premis Muz-TV per a la Millor Actuació (nominat) World Music Award per l'Artista Més Venut de Rússia (guanyat) |
| 2008 | MTV RMA premis per al Millor Video (nominat) MTV RMA premis per al Millor Grup (guanyat) |
| 2009 | Muz-TV Premi al Millor Grup de Pop (nominat) [Thee God of Ether] per al Grup Ràdio Hit (guanyat) |